# Carmo (Pirenópolis)
Bairro do Carmo

O Bairro do Carmo é um dos bairros históricos de Pirenópolis, Goiás, Brasil. Conhecido por sua rica herança cultural e arquitetura colonial, o bairro atrai visitantes em busca de experiências que unem história, natureza e tradição. Com suas ruas de paralelepípedos e coloridas fachadas, o Bairro do Carmo é um verdadeiro cartão-postal de Pirenópolis.

## História
O Bairro do Carmo, em Pirenópolis, é um local repleto de história e cultura, com suas origens remontando ao período colonial. Inicialmente conhecida como Minas de Nossa Senhora do Rosário de Meia Ponte, Pirenópolis começou a se desenvolver no início do século XVIII, quando bandeirantes descobriram depósitos de ouro na região. Em 1727, a expedição liderada por Urbano do Couto Menezes, financiada por Manoel Rodrigues Tomar, resultou na fundação oficial da cidade. A chegada de colonizadores, faiscadores e garimpeiros, atraídos pela promessa de riquezas, levou à rápida urbanização do núcleo inicial, situado à margem direita do Rio das Almas.
O bairro do Carmo se desenvolveu à esquerda do Rio, tendo início com a construção da Igreja Nossa Senhora do Monte Carmelo, conhecida como Igreja do Carmo. Essa igreja, erguida entre 1750 e 1754 por Luciano Nunes Teixeira e seu genro Antônio Rodrigues Frota, é um marco do período colonial brasileiro. Sua arquitetura simples, mas com elementos do estilo colonial e detalhes rococós nos altares, reflete a riqueza do patrimônio goiano. O nome do bairro deriva dessa igreja, que inicialmente servia como capela particular.
A Ponte Velha do Carmo, uma impressionante estrutura de madeira construída em 1750, conecta o Centro Histórico da cidade ao Bairro do Carmo. Remodelada entre 1899 e 1903 pelo intendente Sebastião Pompêo de Pina, e posteriormente reformada em 1943, a ponte é um importante marco histórico e turístico de Pirenópolis. Localizada no Largo do Carmo, facilita o acesso a cachoeiras, restaurantes e à Igreja Nossa Senhora do Carmo, que também data de 1750.
Com o passar dos anos, o bairro ganhou importância, abrigando instituições como o Colégio Nossa Senhora do Carmo, administrado por freiras carmelitas, e, posteriormente, um asilo. O Bairro do Carmo faz parte do Conjunto Arquitetônico e Histórico de Pirenópolis, tombado pelo IPHAN em 1990, e é caracterizado por suas ruas de calçamento histórico e casas coloniais.
Além de ser um centro de devoção, a Igreja do Carmo abriga um Museu Sacro que expõe peças religiosas significativas, como a imagem de Nossa Senhora da Boa Morte, transferida para lá após a demolição de outra igreja. Ao longo do tempo, o bairro e a igreja passaram por diversas intervenções de restauração e preservação, garantindo a manutenção de sua história e importância cultural. A festa em honra à padroeira, celebrada anualmente, é um momento de grande religiosidade e tradição, consolidando o vínculo entre os moradores e seu patrimônio histórico.

## Características

#### Arquitetura
As ruas do Bairro do Carmo são caracterizadas por paralelepípedos e casas com fachadas coloridas, muitas das quais preservam elementos originais da época colonial. O casario histórico do bairro é tombado como patrimônio cultural, contribuindo para a preservação da história de Pirenópolis.

#### Atrações
Além da Igreja de Nossa Senhora do Carmo, o bairro possui diversas atrações, incluindo:
- - Cachoeiras**: A proximidade com áreas naturais permite acesso a diversas cachoeiras, como a Cachoeira do Abade e a Cachoeira dos Dragões, que são populares entre os visitantes.
  - Trilhas Ecológicas**: O bairro oferece trilhas que podem ser exploradas por aqueles que buscam contato com a natureza e vistas panorâmicas da região.
  - Artesanato e Gastronomia**: O Bairro do Carmo abriga lojas de artesanato local e restaurantes que servem pratos típicos goianos, proporcionando aos visitantes uma imersão na cultura local.

#### Cultura
O Bairro do Carmo é um ponto de encontro para eventos culturais e festividades religiosas, como a festa em homenagem a Nossa Senhora do Carmo, que atrai fiéis e turistas todos os anos. A atmosfera acolhedora do bairro e a hospitalidade de seus moradores contribuem para uma experiência memorável.

#### Conclusão
O Bairro do Carmo é um importante patrimônio de Pirenópolis, representando a rica história e cultura da região. Com sua arquitetura histórica, belezas naturais e tradição viva, o bairro é um destino imperdível para quem visita a cidade e deseja conhecer suas raízes.